# Родригез, Тимур
Тиму́р Родри́гез (настоящее имя — Тиму́р Миха́йлович Кери́мов; род. 14 октября 1979, Пенза, СССР) — российский актёр, певец, теле- и радиоведущий, шоумен. Участник телепроектов «Маска», КВН, «Comedy Club», «Один в один!», «Ледниковый период» и других.

## Биография
Тимур Керимов родился 14 октября 1979 года в Пензе. Родился в семье актёра театра кукол, азербайджанца Микаила Ильяс оглу Керимова (в русскоязычной адаптации Михаил Ильясович Керимов) и еврейки Златы Ефимовны Левиной, переводчицы, учительницы немецкого и английского языков. Окончил пензенскую среднюю школу № 67.
В 2001 году окончил Пензенский государственный педагогический университет имени В. Г. Белинского (ПГПУ), факультет иностранных языков, франко-английское отделение по специальности «учитель французского и английского языков».

## Личная жизнь
Бывшая жена (2007—2023) — Анна Девочкина, в браке с которой родились двое сыновей: Мигель (род. 10 марта 2009) и Даниэль (род. 31 октября 2012).
С 2023 года встречается с актрисой Екатериной Кабак.

## Творчество
В 1997—2001 годах Тимур играл в команде КВН «Валеон Дассон» (Пенза). Вместе с другими студентами ПГПУ Павлом Волей и Леонидом Школьником, также сделавшими карьеру на телевидении в будущем, он прошёл весь путь от основания команды на базе университета до её единственной игры в Высшей лиге.
В 2002 году одержал победу в конкурсе «Стань VJ MTV» на телеканале «MTV Россия», после чего стал ведущим телеканала, а также диджеем радиостанции «Хит FM» и её официальным голосом, где и появился псевдоним Тимура — Родригез.
Широкую известность получил, участвуя в шоу Comedy Club (2005—2008). В 2009 выпустил первую композицию «Слушай своё тело», а следом записал совместную с Ани Лорак песню «Увлечение», осенью вышел видеоклип. Артисты открыли Премию Муз-ТВ 2010 и были номинированы на премию в категории «Дуэт года».
Параллельно с музыкой продолжил путь на ТВ, появившись в качестве ведущего программ «Танцы без правил» и «Бешенл Джеографик» на ТНТ. В 2010 году выпустил сингл «О тебе», который получил премию «Золотой Граммофон» от «Русское Радио Украина».
В 2011 году вышел клип на песню «Out in Space». Затем вышли песни «Лучше не будет», «Welcome to the night», «Я верю в твою любовь» и «Heroes», которые вошли в дебютный альбом «О тебе», презентация которого ознаменовалась сольным концертом в «Известия Hall».
Озвучивает мультфильмы, среди которых «Angry Birds в кино», «Хранители снов», «Шевели ластами!», «Турбо».
Весной 2013 года на Первом канале Родригез принял участие в шоу музыкальных перевоплощений «Один в один!», в ходе которого выступал в образе Майкла Джексона, Джеймса Брауна, Рэя Чарльза, Мика Джаггера, Людмилы Гурченко и других. По окончании шоу стал ведущим развлекательного проекта «Успеть до полуночи» на Первом канале вместе с Алексеем Чумаковым.
В 2015 году вышел мини-альбом «Новый мир», весь материал для которого Тимур написал сам.
Родригез стал первым поп-артистом, получившим право на проведение сольного концерта в исторических стенах Театра имени Марии Ермоловой. Также в рамках шоу была представлена первая работа Тимура Родригеза-сценариста — короткометражный фильм «Новый Мир», главные роли в котором сыграли Светлана Ходченкова и Константин Хабенский. С Хабенским Родригеза также связывает совместная работа в благотворительном спектакле «Поколение Маугли».
В 2017 году вышли видеоклипы «Безбашенный», «Тамара», «За тобой».
Участвовал в благотворительном спектакле «Люди и птицы» фонда «Галчонок», который состоялся в Театре Наций 24 мая 2017 года.
С февраля по март 2019 года являлся членом жюри «народного» сезона шоу «Один в один!» на телеканале Россия-1.
С 1 марта 2020 года является постоянным членом жюри музыкального шоу «Маска» на НТВ. В новогоднюю ночь того же года он выступил дуэтом с Кариной Кокс, бывшей в образе Волка, в новогоднем выпуске шоу «Маска».
С 25 сентября 2021 года стал вместе с Тимуром Батрутдиновым ведущим нового шоу «Шоумаскгоон» на НТВ.
В конце марта 2022 года в российский прокат вышел анимационный фильм «Бука. Моё любимое чудище», в котором Родригез озвучил Зайца.
9 октября 2022 года на СТС вышло танцевальное шоу перевоплощений «Маска. Танцы», в котором Тимур стал постоянным членом жюри.
С 17 сентября 2023 года — ведущий шоу «Лига городов» на ТНТ.
С 30 сентября 2023 года — ведущий нового трэвел-шоу «Попутчик» на НТВ.
С 3 марта по 19 мая 2024 года вместе с Региной Тодоренко являлся ведущим 11-го сезона шоу «Фабрика звёзд» на ТНТ.
С 2024 года стал ведущим шоу «Ярче звёзд» на ТНТ.
2 февраля 2025 года в музыкальном шоу «Маска» на НТВ был в образе Зевса.

### Ведущий
- «Знакомство с родителями» (Муз-ТВ).
- «Натуральный обмен» (Муз-ТВ).
- «Чемпионат МИРА» (Муз-ТВ).
- «Бешенл Джеографик» (ТНТ).
- «Звезды против Караоке» (ТНТ).
- «Танцы без правил» (ТНТ).
- «Чемодан историй» (Мир).
- «КомпроМарио» (MUSICBOX).
- «Крокодил» (Муз-ТВ).
- «Sexy Чарт» (Муз-ТВ).
- «Пожар в джунглях» (НТВ)[17].
- «Музыкальный ринг» (НТВ).
- Международный конкурс «Новая волна».
- «TOP 10» (RUSSIAN MUSICBOX).
- «Billboard чарт» (Муз-ТВ).
- «Минутное Дело» (Россия-1).
- «Успеть до полуночи» (Первый канал)[18][19].
- «Я смогу!» (Россия-1).
- «Новогодний голубой огонёк» (Россия-1).
- «Новогодняя ночь на Первом канале» (Первый канал).
- «Дикие игры» (СТС).
- Канал на YouTube «DaiFiveTop», ведущий одного выпуска.
- Вокальный международный конкурс «Во весь голос!» (Мир).
- Судья проекта «Всё, кроме обычного» (ТВ-3).
- Судья проекта «Один в один!» (Россия-1).
- «Битва талантов» (СТС-Love).
- «Золото Геленджика» (ТНТ).
- «Орёл и решка. Россия» (Пятница!).
- «Лига городов» (ТНТ).
- «Новая Фабрика звёзд» (ТНТ).
- «Ярче звёзд» (ТНТ).

### Фильмография
- 2005 — Запасной инстинкт — рэпер.
- 2006 — Золотая тёща — Павел, бизнес-партнёр Крымова.
- 2008 — Счастливы вместе — актёр, играющий роль Тёмы Булкина («Не паримся вместе»).
- 2008 — Солдаты-15. Новый призыв — дизайнер.
- 2009 — Ералаш № 227, сюжет «Стрекоза и муравей» — Николай Петрович.
- 2010 — Масквичи — в нескольких сериях-скетчах.
- 2011 — Новые приключения Аладдина — продавец волшебных товаров.
- 2011 — Служебный роман. Наше время — шоумен.
- 2012 — Красная шапочка — охотник.
- 2014 — Мамы 3 — Аркадиус.
- 2020 — Корни — камео.

### Дубляж
- 2010 — Шевели ластами! — Сэмми[20].
- 2010 — Союз зверей — петух Шарль[21].
- 2011 — Гномео и Джульетта — Лоренцо[22].
- 2011 — Мой парень из зоопарка — обезьянка Дональд[23].
- 2012 — Золушка: Полный вперёд! — Принц[24].
- 2012 — Хранители снов — Ледяной Джек[25].
- 2013 — Турбо — улитка Турбо[26].
- 2014 — Амазония: Инструкция по выживанию — капуцин Тима[23].
- 2016 — Angry Birds в кино — Чак[27].
- 2017 — Лего Фильм: Ниндзяго — Ллойд[28].
- 2019 — Angry Birds 2 в кино — Чак[29].
- 2021 — Энканто — Бруно Мадригаль[30].

### Озвучивание мультфильмов
- 2009 — Наша Маша и Волшебный орех — Борька.
- 2014 — Белка и Стрелка. Лунные приключения — Бонни.
- 2021 — Рисуем сказки — мужские роли сказок (2 сезон).
- 2021 — Кощей. Начало — Меч Кладенец[31].
- 2022 — Бука. Моё любимое чудище — Заяц[32].

## Дискография

### Студийные альбомы
| Название            | Информация                                                                             | Примечание |
| ------------------- | -------------------------------------------------------------------------------------- | --- |
| О тебе              | - Релиз: 4 ноября 2013 - Лейбл: Первое музыкальное - Формат: CD • Цифровая дистрибуция | \| № \| Название \| Длительность \| \| ------------------- \| ------------------------------------------------ \| ------------ \| \| 1. \| «Увлечение» (feat. Ани Лорак) \| 3:39 \| \| 2. \| «Болен тобой» \| 3:40 \| \| 3. \| «О тебе» \| 3:41 \| \| 4. \| «Скажи мне» \| 3:56 \| \| 5. \| «Лучше не будет» \| 3:30 \| \| 6. \| «Я верю в твою любовь» \| 2:57 \| \| 7. \| «Welcome To The Night» \| 2:58 \| \| 8. \| «Out In Space» \| 3:34 \| \| 9. \| «Make Me Fly (The Out In Space Story Continues)» \| 3:50 \| \| 10. \| «Jump» (feat. DJ Smash) \| 3:20 \| \| 11. \| «#Heroes» \| 4:14 \| \| Общая длительность: \| Общая длительность: \| 36:39 \| |
| №                   | Название                                                                               | Длительность |
| 1.                  | «Увлечение» (feat. Ани Лорак)                                                          | 3:39 |
| 2.                  | «Болен тобой»                                                                          | 3:40 |
| 3.                  | «О тебе»                                                                               | 3:41 |
| 4.                  | «Скажи мне»                                                                            | 3:56 |
| 5.                  | «Лучше не будет»                                                                       | 3:30 |
| 6.                  | «Я верю в твою любовь»                                                                 | 2:57 |
| 7.                  | «Welcome To The Night»                                                                 | 2:58 |
| 8.                  | «Out In Space»                                                                         | 3:34 |
| 9.                  | «Make Me Fly (The Out In Space Story Continues)»                                       | 3:50 |
| 10.                 | «Jump» (feat. DJ Smash)                                                                | 3:20 |
| 11.                 | «#Heroes»                                                                              | 4:14 |
| Общая длительность: | Общая длительность:                                                                    | 36:39 |

### Мини-альбомы
| Название            | Информация                                                                          | Примечание |
| ------------------- | ----------------------------------------------------------------------------------- | --- |
| Новый мир — EP      | - Релиз: 18 сентября 2015 - Лейбл: Moon Records - Формат: CD • Цифровая дистрибуция | \| № \| Название \| Длительность \| \| ------------------- \| ------------------- \| ------------ \| \| 1. \| «Стоп!» \| 3:27 \| \| 2. \| «#мнехорошо» \| 3:28 \| \| 3. \| «Солнце в руках» \| 3:34 \| \| 4. \| «Осколки памяти» \| 3:26 \| \| 5. \| «Слушать Земфиру» \| 4:28 \| \| 6. \| «Для тебя одной» \| 4:38 \| \| Общая длительность: \| Общая длительность: \| 21:81 \| |
| №                   | Название                                                                            | Длительность |
| 1.                  | «Стоп!»                                                                             | 3:27 |
| 2.                  | «#мнехорошо»                                                                        | 3:28 |
| 3.                  | «Солнце в руках»                                                                    | 3:34 |
| 4.                  | «Осколки памяти»                                                                    | 3:26 |
| 5.                  | «Слушать Земфиру»                                                                   | 4:28 |
| 6.                  | «Для тебя одной»                                                                    | 4:38 |
| Общая длительность: | Общая длительность:                                                                 | 21:81 |

### Другие синглы / промо-синглы
- 2014 — «Мама» / «Show Me» (из к/ф «Мамы 3»).

- 2017 — «#ПлизДэнс».
- 2018 — «Кайф».
- 2018 — «Горите в раю».
- 2018 — «Dobroinrussia».
- 2018 — «Средний палец вверх».
- 2019 — «Kanye».
- 2019 — «НОВОГОДНЯЯ (Танцуй, пока не замёрз)».
- 2020 — «НА КАРАНТИН».
- 2021 — «ТАНЦЫ».
- 2021 — «БЕРЕГА».
- 2021 — «ОСТАНЬСЯ (НА НОВЫЙ ГОД И РОЖДЕСТВО)».
- 2023 — «Не верь слезам».

Приглашённый участник:
- «Хипхопера: θΡΦΣί & ЭΒΡιΔιΚΑ» (Альбом Noize MC) (май 2018).

## Видеография
| Год  | Название                      | Альбом         |
| ---- | ----------------------------- | -------------- |
| 2009 | «Увлечение» (feat. Ани Лорак) | О тебе         |
| 2010 | «О тебе»                      | О тебе         |
| 2011 | «Out In Space»                | О тебе         |
| 2011 | «Лучше не будет»              | О тебе         |
| 2012 | «Welcome To The Night»        | О тебе         |
| 2012 | «Jump» (feat. DJ Smash)       | О тебе         |
| 2012 | «Я верю в твою любовь»        | О тебе         |
| 2013 | «#Heroes»                     | О тебе         |
| 2013 | «Ты-ты-ты»                    | без альбома    |
| 2014 | «Осколки памяти»              | Новый мир — EP |
| 2014 | «С днём рождения!»            | без альбома    |
| 2015 | "Стоп!                        | Новый мир — EP |
| 2017 | «Безбашенный»                 | без альбома    |
| 2017 | «Тамара»                      | без альбома    |
| 2017 | «За тобой»                    | без альбома    |
| 2018 | «Ушёл в капюшон»              | без альбома    |
| 2019 | «Без тебя легче»              | без альбома    |
| 2019 | «Гори-гори ясно!» (feat. ST)  | без альбома    |
| 2020 | «МЯСО»                        | без альбома    |
| 2020 | «Глубина»                     | без альбома    |
| 2021 | «ТЫ-ТА»                       | без альбома    |
| 2023 | «Никому никогда»              | без альбома    |
| 2023 | «Брюс Всемогущий»             | без альбома    |
| 2024 | «Чао, бамбино!»               | без альбома    |
| 2024 | «Похоже на любовь»            | без альбома    |

| Год  | Клип                                 | Режиссёр                                        | Альбом         |
| ---- | ------------------------------------ | ----------------------------------------------- | -------------- |
| 2009 | «Увлечение» (feat. Ани Лорак)        | Павел Худяков                                   | О тебе         |
| 2010 | «О тебе»                             | Павел Худяков                                   | О тебе         |
| 2011 | «Out In Space»                       | Павел Худяков                                   | О тебе         |
| 2011 | «Лучше не будет»                     | Сергей Ткаченко                                 | О тебе         |
| 2012 | «Welcome To The Night»               | Сергей Ткаченко                                 | О тебе         |
| 2012 | «Jump» (feat. DJ Smash)              | Павел Худяков                                   | О тебе         |
| 2012 | «Я верю в твою любовь»               | Сергей Ткаченко                                 | О тебе         |
| 2013 | «#Heroes»                            | Сергей Ткаченко                                 | О тебе         |
| 2014 | «Ты-ты-ты»                           | Сергей Ткаченко                                 | без альбома    |
| 2014 | «Осколки памяти»                     | Сергей Ткаченко                                 | Новый мир — EP |
| 2014 | «С днём рождения!»                   | Сергей Ткаченко                                 | без альбома    |
| 2014 | «Мама» / «Show Me» (из к/ф «Мамы 3») | Сергей Ткаченко                                 | без альбома    |
| 2015 | «Стоп!»                              | Александр Игудин                                | Новый мир — EP |
| 2017 | «Безбашенный»                        | Сергей Ткаченко                                 | без альбома    |
| 2017 | «Тамара»                             | Александр Игудин                                | без альбома    |
| 2017 | «За тобой»                           | Сергей Ткаченко                                 | без альбома    |
| 2018 | «Ушёл в капюшон»                     | Сергей Ткаченко                                 | без альбома    |
| 2019 | «Без тебя легче»                     | Женя Онегина                                    | без альбома    |
| 2019 | «Гори-гори ясно!» (feat. ST)         | неизвестно                                      | без альбома    |
| 2020 | «МЯСО»                               | Serghey Grey                                    | без альбома    |
| 2020 | «Глубина»                            | Валентин Гросу                                  | без альбома    |
| 2021 | «ТЫ-ТА»                              | Константин Черепков                             | без альбома    |
| 2023 | «Никому никогда»                     | Константин Черепков                             | без альбома    |
| 2023 | «Брюс Всемогущий»                    | Константин Черепков                             | без альбома    |
| 2024 | «Чао, бамбино!»                      | Константин Черепков                             | без альбома    |
| 2024 | «Похоже на любовь»                   | Катя Кабак, Тимур Родригез, Константин Черепков | без альбома    |

В 2020 году записал с Григорием Лепсом песню «Спасибо».